# Kiss Me, Kill Me
Kiss Me, Kill Me je americký hraný film z roku 2015, který režíroval Casper Andreas. Snímek měl světovou premiéru na Reeling: The Chicago LGBTQ+ International Film Festival 18. září 2015.

## Děj
Stephen Redding je úspěšný televizní producent, který žije s přítelem Dusty Youngem. Na Stephenově narozeninové oslavě Dusty zjistí, že měl poměr s jiným mužem, Craigerym. Ponížený Dusty opouští večírek a jde do sousedního obchodu. Stephen jde za ním, aby mu vysvětlil, že se jedná o starou záležitost. V obchodě se hádají, když tam náhle vtrhne lupič a začne střílet. Dusty se probere až v nemocnici, kde se dozví, že Stephen byl zavražděn a on je hlavním podezřelým. Detektivové Annette Riley a Noah Bateman jej vyslýchají, ale Dusty si nemůže vzpomenout, co se stalo. V jeho okolí je však mnoho dalších podezřelých: labilní právnička, psycholog, žárlivý ex, povrchní nejlepší kamarád, rozhořčený lesbický pár nebo drag queen se schopností hypnotizéra. Dusty s policií v zádech musí zjistit, co se v obchodě stalo, a k tomu si potřebuje vybavit vzpomínky z onoho večera.

## Obsazení
| Van Hansis         | Dusty           |
| Gale Harold        | Stephen         |
| Brianna Brown      | Amanda          |
| Yolonda Ross       | detektiv Riley  |
| Craig Robert Young | Jeffrey         |
| Jai Rodriguez      | detektiv Santos |
| Matthew Ludwinski  | Craigery        |
| Kit Williamson     | Travis          |
| Shangela           | Jasmine         |

## Ocenění
- QCinema Fort Worth's Gay & Lesbian International Film Festival: cena publika, nejlepší obsazení
- QFest New Jersey LGBT Film & Digital Media Festival: nejlepší celovečerní film
- FilmOut San Diego: nejlepší celovečerní film
- FilmOut San Diego: nejlepší obsazení, nejlepší herec (Van Hansis), nejlepší scénář (David Michael Barrett), nejlepší režie (Rainer Lipski), nejlepší hudba (Jonathan Dinerstein)